# Deceiver of the Gods
Albums de Amon Amarth
Surtur Rising
(2011)
Deceiver of the Gods, est le neuvième album studio du groupe Death metal Melodique / Viking Metal Amon Amarth. Deceiver of the Gods est sorti le 21 juin 2013. L'album est principalement centré sur le personnage de Loki, qui a trahi les dieux. La pochette de l'album représente un affrontement entre Loki et Thor.

## Liste des titres
1. Deceiver of the Gods - 4:19
2. As Loke Falls - 4:38
3. Father of the Wolf - 4:19
4. Shape Shifter - 4:04
5. Under Siege - 6:17
6. Blood Eagle - 3:15
7. We Shall Destroy - 4:25
8. Hel - 4:09
9. Coming of the Tide - 4:16
10. Warriors of the North - 8:12

## Composition du groupe
- Fredrik Andersson - Batterie
- Johan Hegg - Chant
- Ted Lundström - Basse
- Olavi Mikkonen - Guitare
- Johan Söderberg - Guitare